# Progress?
Progress? Is het tweede muziekalbum van de Britse band Combination Head. Ten opzichte van hun eerste album is de samenstelling wat vergroot. De band bestaat nu uit zes personen. De invloed van Paul Burgess is teruggedrongen ten faveure van Moulton.

## Musici
- Paul Birchall – toetsen;
- Keith Ashcroft – gitaar; basgitaar;
- Paul Burgess – slagwerk;
- Gareth Moulton – zang, gitaar;
- Dominic Finley – basgitaar;
- Phil Knight – slagwerk;
- Gastzangers waaronder Nick van Eede.

## Composities
1. New City (5:08), (Birchall)
2. Glass And Steel (4:10), (Birchall, Moulton)
3. Liquid (5:42), (Birchall Moulton)
4. Smoking Tree (2:19), (Birchall)
5. Future Wisdom (3:36), (Birchall)
6. Anthem (4:10), (Birchall, Finley)
7. Solid Ground (5:19), (Birchall, Finley, Eede)
8. Tomorrow's World (4:41), (Birchall, Finley)
9. The Great Escape (4:11), (Birchall, Finley)
10. Cloud Cover (5:09), ( Birchall, Moulton)